# Stahlianthus
Stahlianthus es un género de plantas con flores perteneciente a la familia Zingiberaceae. Comprende siete especies.

## Especies seleccionadas
- Stahlianthus andersonii
- Stahlianthus campanalatus
- Stahlianthus involucratus
- Stahlianthus macrochlamys
- Stahlianthus philippianus
- Stahlianthus rubrimarginatus
- Stahlianthus thorelii